# Domenico Rossi

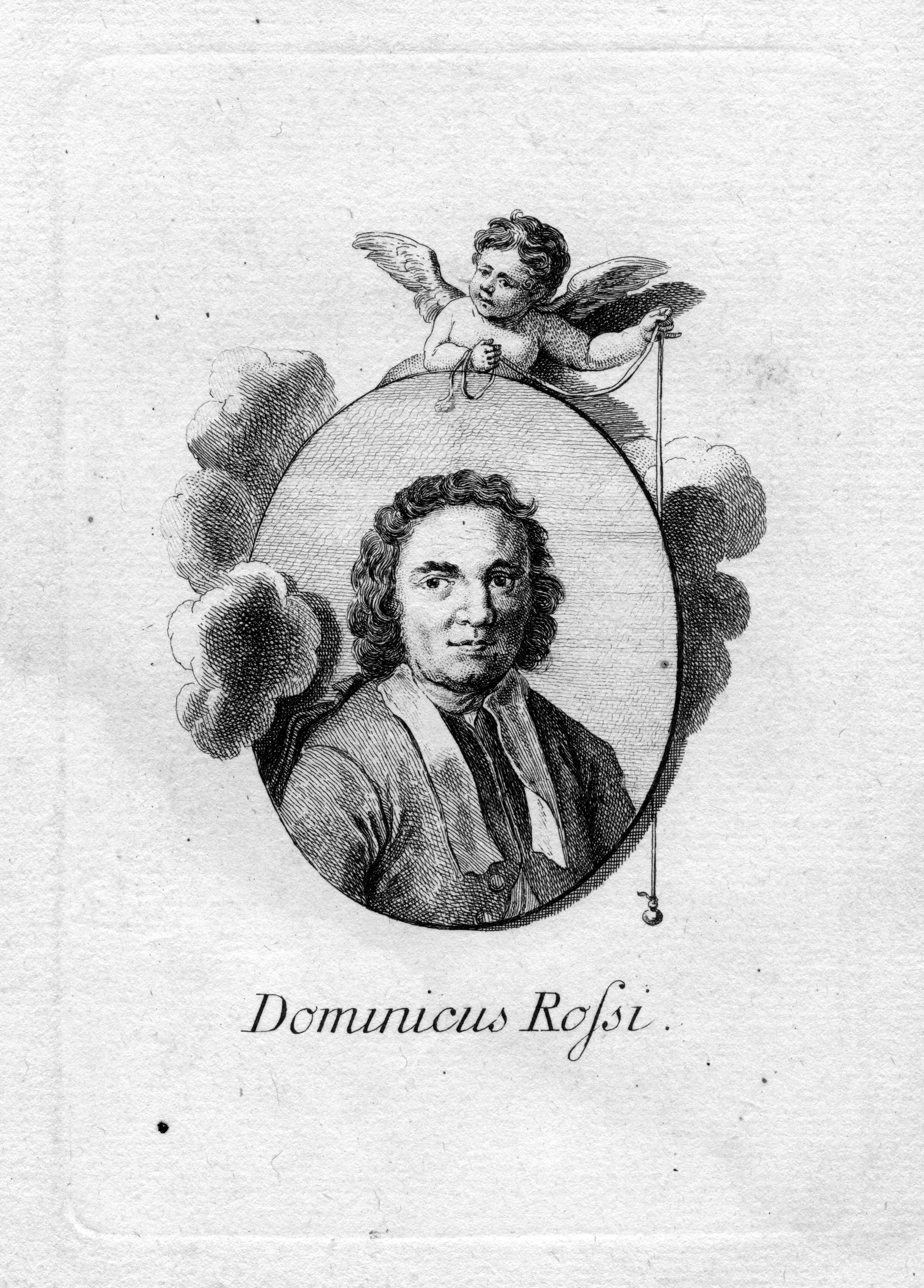
Domenico Rossi

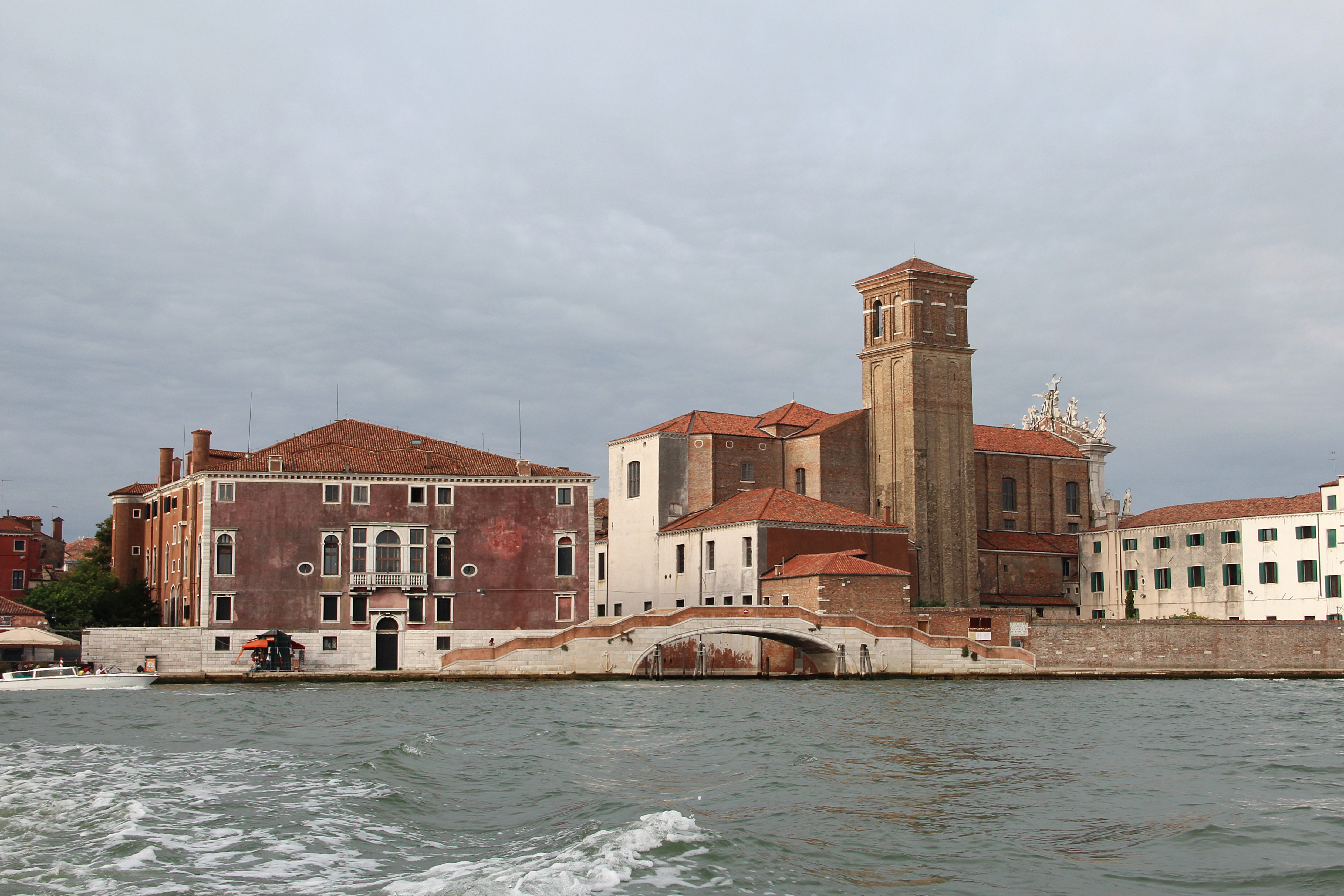
De noordoostelijke kant van Santa Maria Assunta, bekend als I Gesuiti en zijn campanile (Domenico Rossi - 1715-1728).

Domenico Rossi (Morcote, 28 december 1657 – Venetië, 22 maart 1737) was een Zwitsers architect die werkte in de Republiek Venetië en haar kolonies. Hij was ook schilder, ingenieur en bouwheer.

## Levensloop
Domenico Rossi was een zoon van Francesco Rossi en Caterina Sardi in het dorp Morcote, in het Zwitsers kanton Ticino. De ouders stuurden hun achtjarige zoon naar Venetië, waar hij het vak van architect leerde bij zijn oom, Giuseppe Sardi. Rossi werkte evenwel een tijd als steenkapper voor zijn oom. In Rome ging hij verder in de leer bij architecten en bouwmeesters. In de stad San Daniele del Friuli ontwierp hij een nieuwe voorgevel voor de Dom San Michele Arcangelo (1703).
In Venetië ontwierp en bouwde Rossi patriciërshuizen, kerken en kapellen. Hij werd ook benoemd tot stadsingenieur voor sanitaire werken en tot ingenieur bij het munthof van de doge. Deze benoeming kon slechts gebeuren nadat Rossi staatsburger was geworden van de Republiek Venetië.
Zijn belangrijkste bouwwerk in Venetië is de San Stae kerk (1710-1712) aan de Canal Grande. Voor de bouw van de San Stae had Rossi de architectuurwedstrijd gewonnen; de toenmalige doge Alvise Mocenigo II besteedde een aanzienlijk bedrag voor de bouw ervan. Andere bekende werken van Rossi zijn de Palazzo Corner della Regina (1723-1730) van de invloedrijke familie Corner, ook gelegen aan de Canal Grande, alsook de kerk Santa Maria Assunta. Deze laatste kerk is ook bekend als de Jezuïetenkerk van Venetië. De familie Manin was een grote mecenas van de Jezuïeten van Venetië. Deze familie vroeg vervolgens aan Rossi een nieuw ontwerp te maken voor hun villa in Codroipo, in de wijk Passariano, in Udine. Rossi ontwierp de voorgevel en de vierkanten voortuin.
Hij huwde met Angiola Cavalieri. Hun zonen werkten mee als architect, bouwondernemer of ingenieur. Als stadsingenieur van Venetië werd Rossi uitgestuurd naar kolonies van Venetië. Het ging om de weinige kolonies die de Republiek nog had aan de Illyrische kusten in de 18e eeuw.
In het hertogdom Krain, buurland van de Republiek, bouwde hij de Santa Maria Ausiliatrice kerk in Ljubljana. Dit was een kerk van Italiaanse kruisheren.

## Ontworpen door Rossi

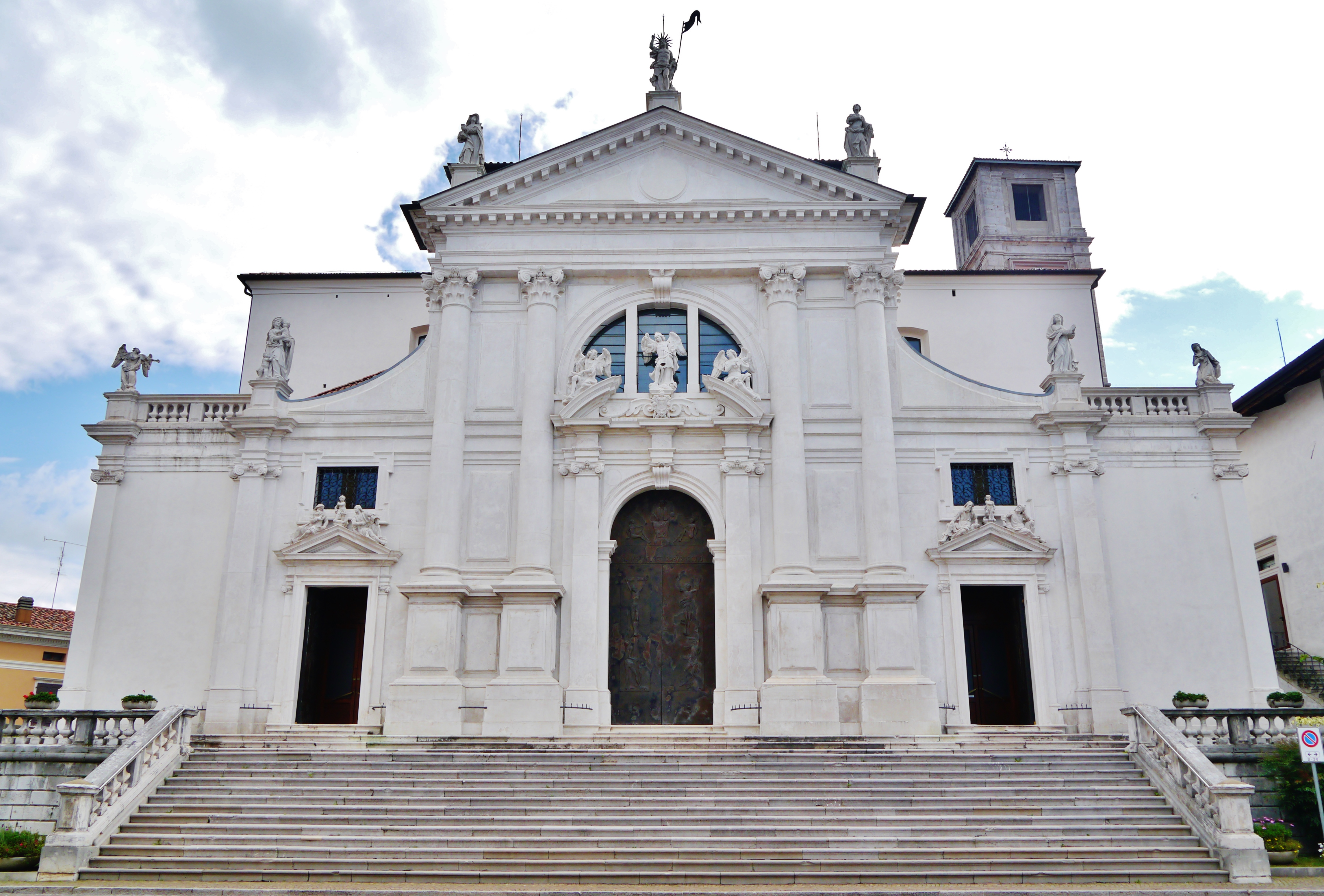
Dom van San Daniele del Friuli; de voorgevel is van Rossi
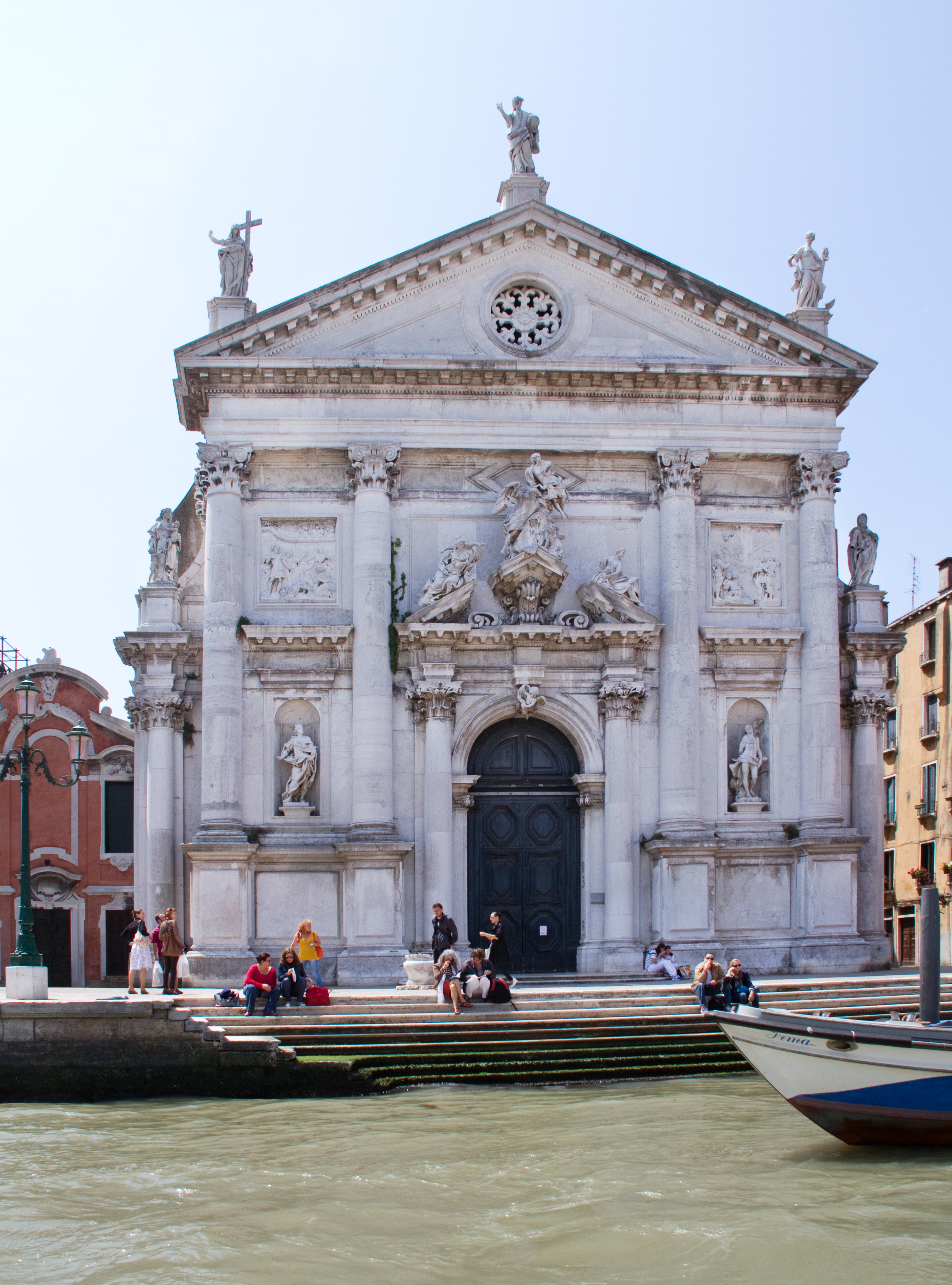
San Stae in Venetië
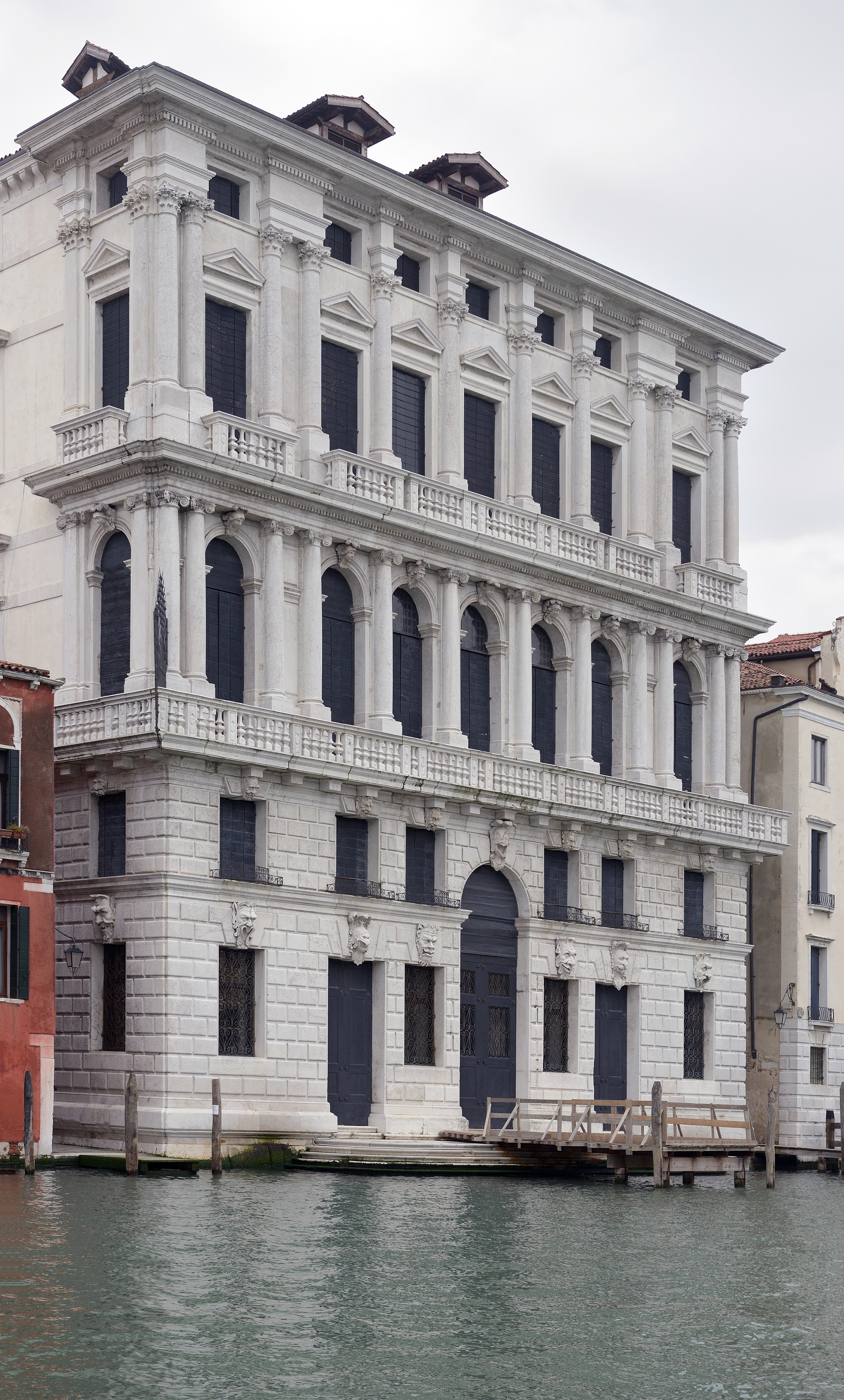
Palazzo Corner della Regina in Venetië
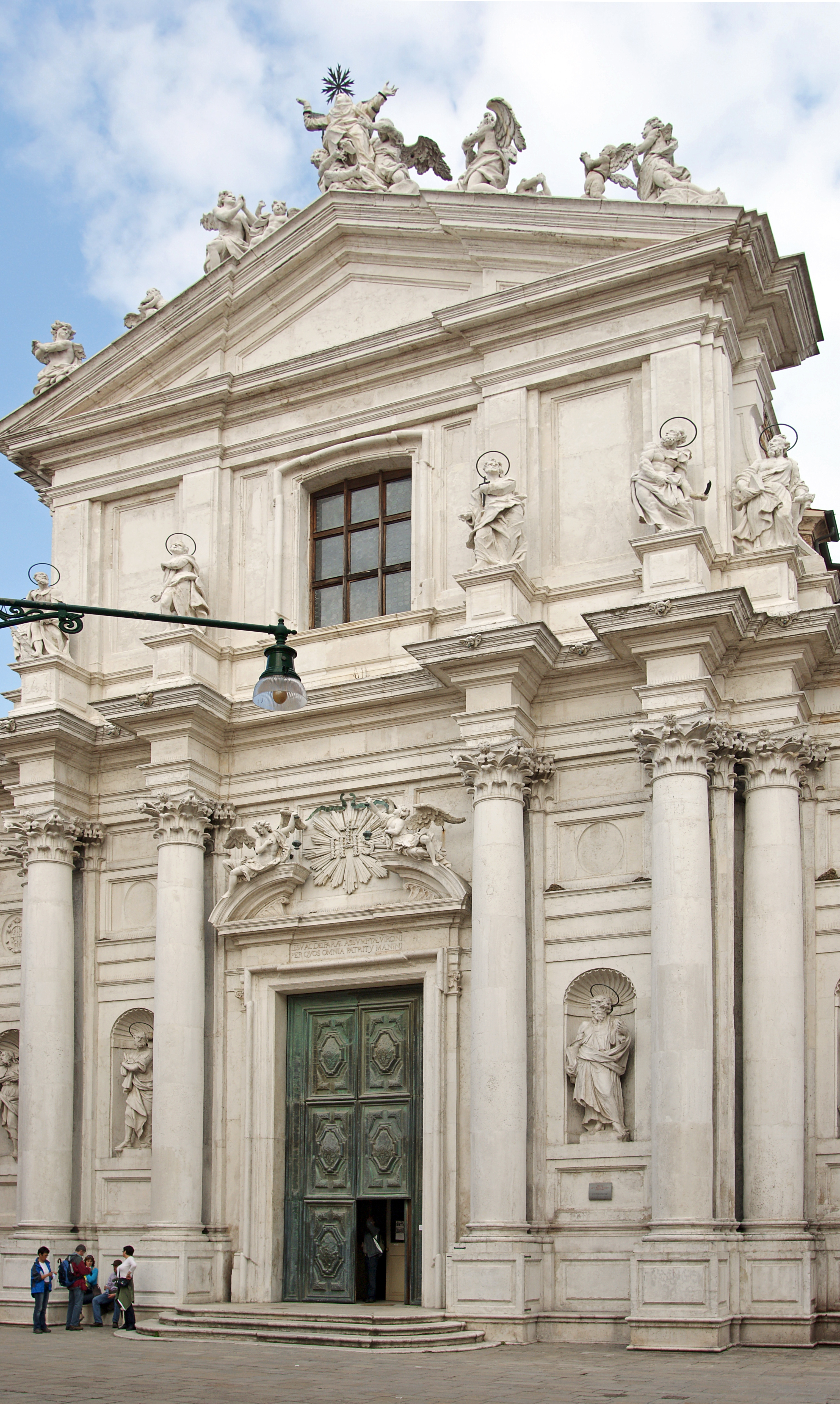
Santa Maria Assunta of Jezuïetenkerk in Venetië
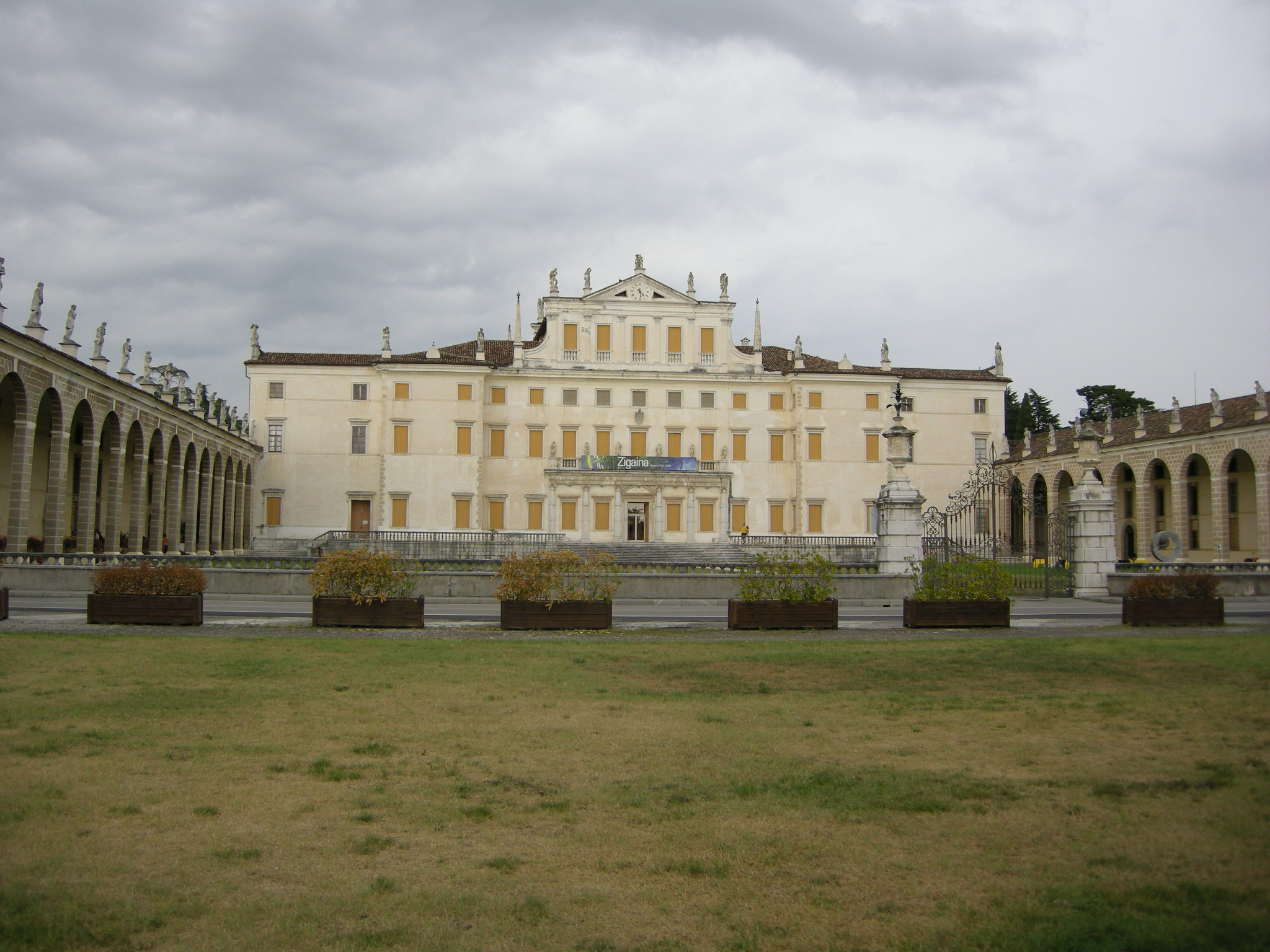
Villa Manin in Codroipo; de voorgevel en voortuin zijn van Rossi
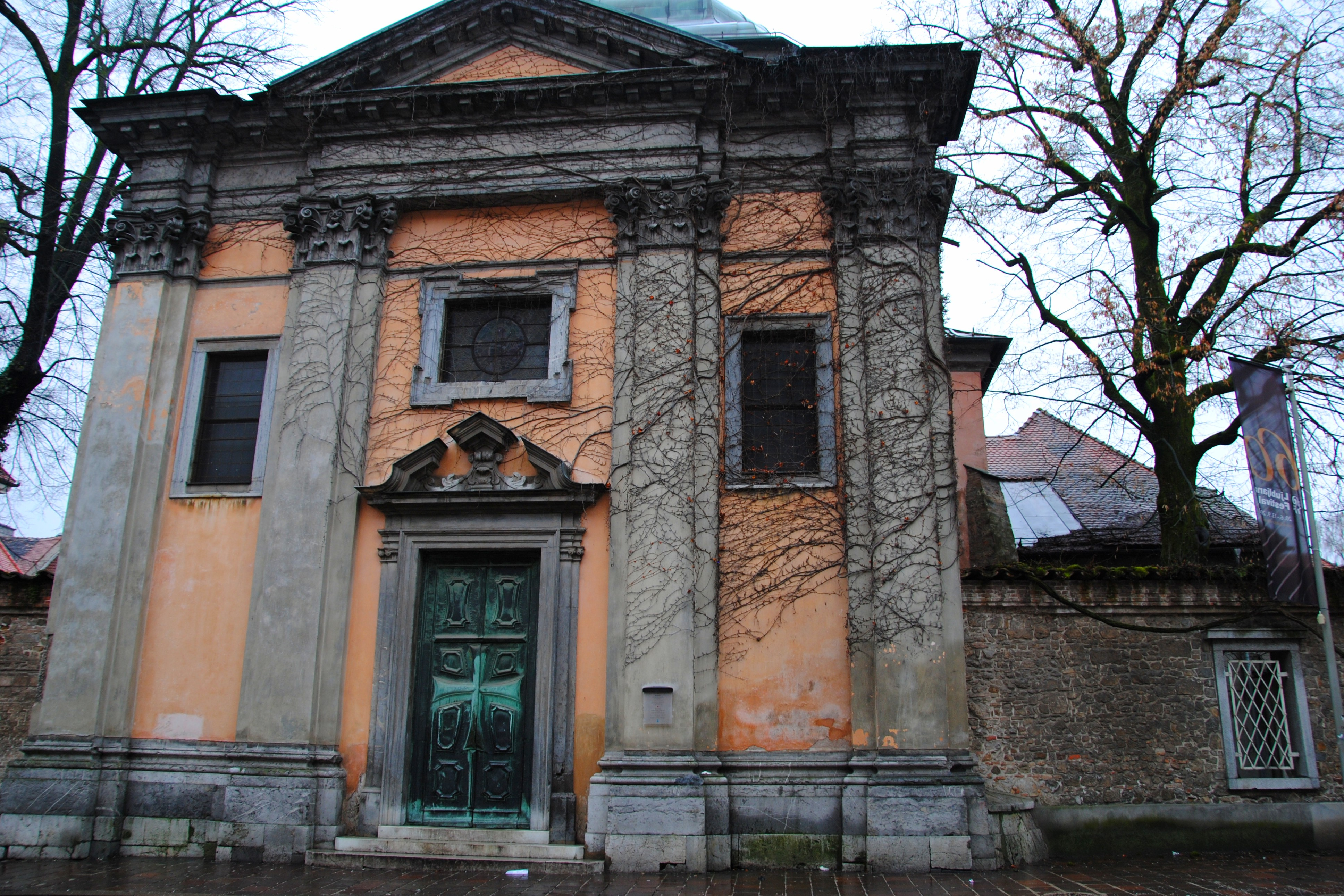
Santa Maria Ausiliatrice in Ljubljana

- Biblioteca Nacional de España: XX1745767
- Gemeinsame Normdatei: 143954318
- Historisch woordenboek van Zwitserland: 024552
- International Standard Name Identifier: 0000 0001 1879 0758
- KulturNav: 3818f04a-1557-4b27-bed6-a8dff517e936
- Système universitaire de documentation: 159773946
- Union List of Artist Names: 500031728
- Virtual International Authority File: 87526494
- WorldCat: E39PBJqqBhJRycvH3XJBBtmrv3